# Bộ Thông tin (Campuchia)
Bộ Thông tin (tiếng Khmer: ក្រសួងព័ត៌មាន, UNGEGN: Krâsuŏng Poărtâméan) là bộ chính phủ phụ trách truyền thông và thông tin tại Campuchia. Bộ trưởng Bộ Thông tin hiện tại là Neth Pheaktra.

## Tổ chức
Bộ Thông tin bao gồm:
- Tổng cục Hành chính và Tài chính
- Tổng cục Thông tin và Phát thanh
- Thông tấn xã Campuchia
- Đài Truyền hình Quốc gia Campuchia
- Đài Phát thanh Quốc gia Campuchia